# Hypolycaena ithna
Hypolycaena ithna är en fjärilsart som beskrevs av William Chapman Hewitson 1869. Hypolycaena ithna ingår i släktet Hypolycaena och familjen juvelvingar. Inga underarter finns listade i Catalogue of Life.

## Bildgalleri

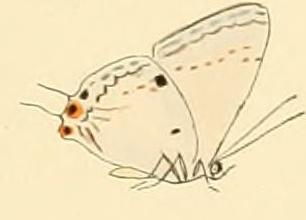
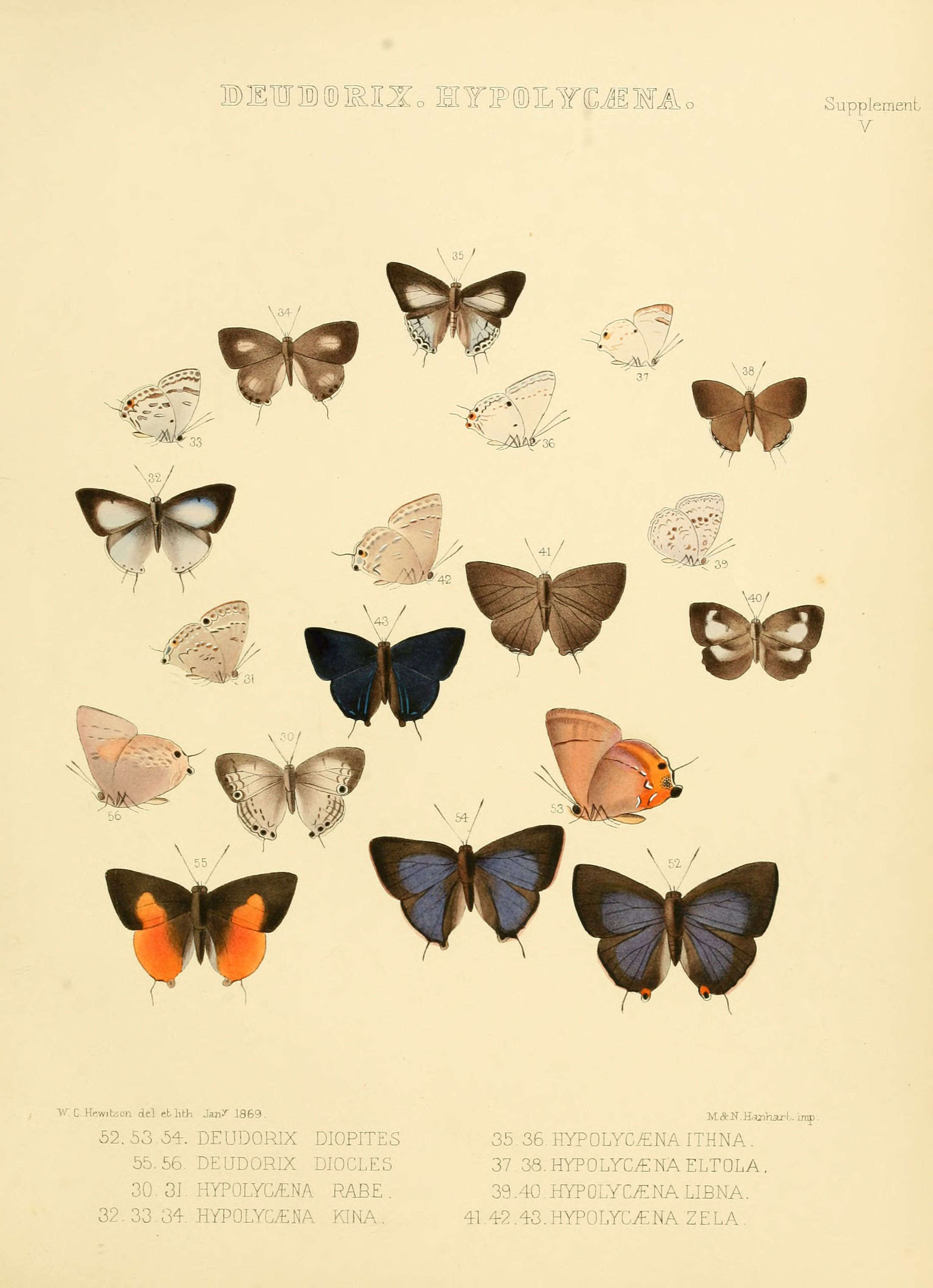